# Sad Tropics
Sad Tropics (en hangul, 슬픈 열대; romanización revisada, Seulpeun Yeoldae) es una película de Corea del Sur dirigida por Park Hoon-jung, protagonizada por Kim Seon-ho, Kim Kang-woo, Go Ara y Kang Tae-joo.

## Sinopsis
Un niño de padre coreano y madre filipina, que sueña con convertirse en boxeador, llega a Corea para encontrar a su padre que lo abandonó y conoce chicos malos.

## Reparto
- Kim Seon Ho[2]
- Kim Kang Woo
- Go Ara[3]
- Kang Tae Joo

## Producción
La primera lectura de guion se realizó el 3 de diciembre de 2021 y el rodaje comenzó el 10 de diciembre de 2021. Kim Seon-ho partió hacia Tailandia el 31 de marzo de 2022 para el rodaje de la película.